# Saalberg (Barntrup)
Der Saalberg (nicht zu verwechseln mit dem nahen Saalberg bei Aerzen) ist ein 342,9 m ü. NN hoher Berg des Lipper Berglands im Gemeindegebiet von Barntrup im nordrhein-westfälischen Kreis Lippe.

## Geographische Lage
Der Saalberg liegt nahe der Nahtstelle des Lipper Berglands zum östlich gelegenen Weserbergland im Ostteil des Naturparks Teutoburger Wald / Eggegebirge. Er erhebt sich etwa 1,7 km südöstlich vom Kern des Barntruper Ortsteils Alverdissen, rund 3,4 km nordnordöstlich des Barntruper Kernorts und zirka 2,4 km nordwestlich des Ortsteils Sonneborn.
Der Saalberg ist unbewaldet und hat westlich bis nordwestlich des Gipfels einen ausgedehnten Kalksandsteinbruch. Sein Nordausläufer heißt Vorderer Saalberg (319,3 m ü. NN). Etwa 4,4 km östlich liegt jenseits der Grenze zu Niedersachsen der Saalberg bei Aerzen (266,4 m ü. NN).

## Aussichtsturm Windmühlenstumpf

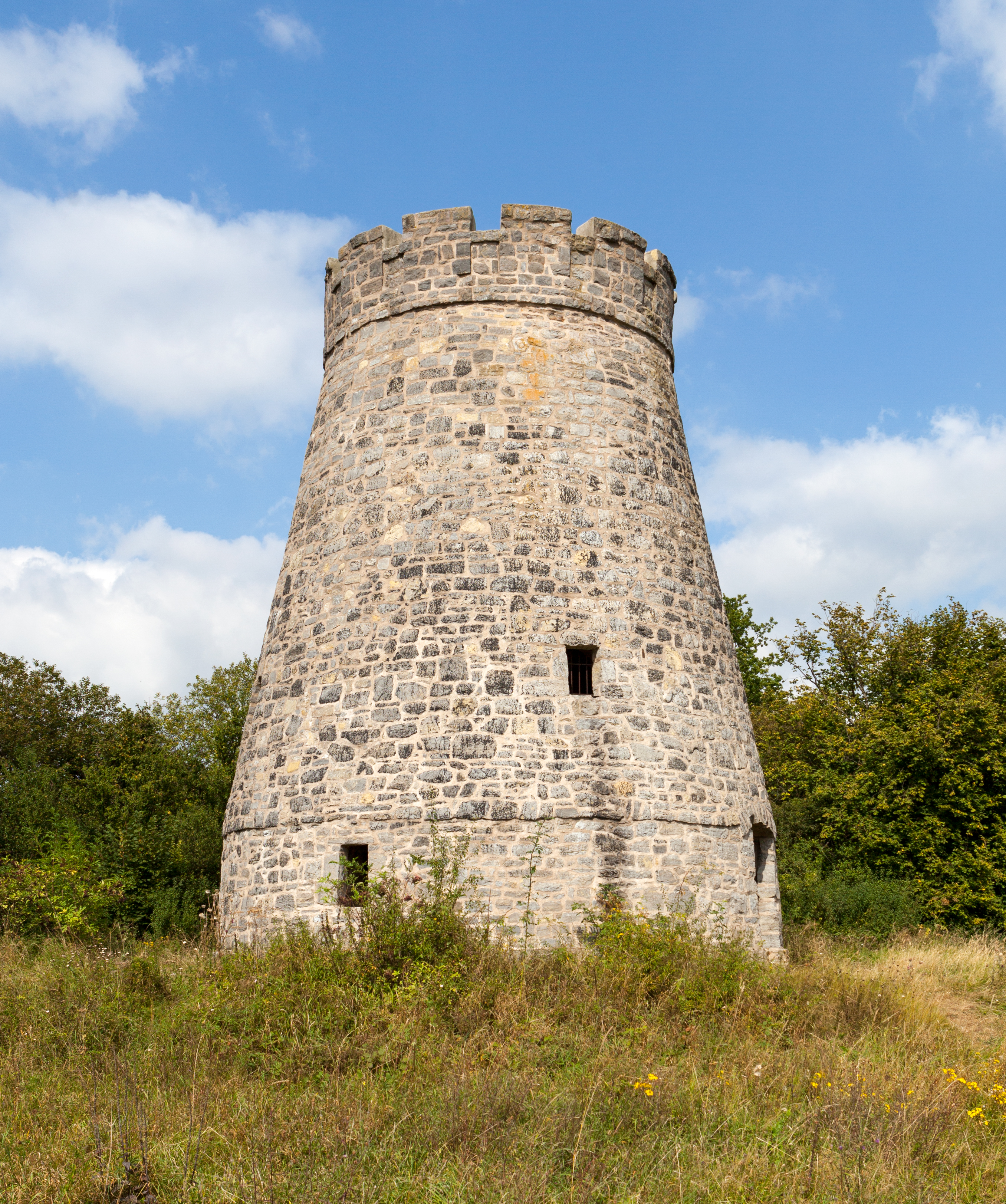
Windmühlenstumpf auf den Saalberg

Auf der sanft abfallenden Südflanke des Saalbergs stand rund 1,7 km südsüdöstlich seines Gipfels und knapp 1,6 km westsüdwestlich des Dorfs Sonneborn seit Anfang des 18. Jahrhunderts eine Windmühle (ca. 315 m ü. NN; ⊙), die belegt noch 1869 in Betrieb war. Dort wurde einst geerntetes Korn gemahlen, das aus den umliegenden Dörfern unter großem Kräfteaufwand heran gekarrt werden musste. Es folgte allmählich der geschäftliche Niedergang – sicher aufgrund der schlechten Wegverhältnisse. Belegt ist der Mühlenbrand von 1882; die Mühle wurde nicht wieder aufgebaut. 1928 wurde ihre Ruine  zum Aussichtsturm umgebaut – Windmühlenstumpf und auch Windmühlenpott genannt.
Von der frei zugänglichen Aussichtsplattform auf etwa 330 m ü. NN fällt der Blick unter anderem auf Barntrup, in das Lipper Bergland und darin ins Bega- und Hummetal und zur Hohen Asch. Entfernt sind im Nordosten das Weserbergland, im Südosten der Köterberg sowie im Südwesten der Teutoburger Wald mit dem Hermannsdenkmal und das sich südlich daran anschließende Eggegebirge zu erkennen. An Tagen mit guter Fernsicht reicht der Blick im Osten bis zum Brocken (1141,1 m ü. NN) im Harz.

## Schutzgebiet und Windkraft
Auf dem Saalberg stehen östlich oberhalb des Kalksandsteinbruchs mehrere Windkraftanlagen. Am Aussichtsturm liegt das 2007 gegründete und 9,37 km² große Naturschutzgebiet Biotopkomplex am Mühlenturm (NSG-Nr. 378160).

## Verkehr und Wandern
Westlich vorbei am Saalberg führt jenseits des Kalksandsteinbruchs von Alverdissen im Norden nach Barntrup im Süden die Landesstraße 758, die in Barntrup auf die Bundesstraße 66 trifft, die dort wiederum Anschluss an die nordostwärts nach Sonneborn führende Bundesstraße 1 hat. Von den genannten Ortschaften führen mehrere Fahr- und Feldwege auf den Berg und vorbei am Aussichtsturm.
Entlang der L 758 verläuft die Extertalbahn und entlang der B 66 und B 1 verlief von Barntrup nordostwärts über Sonneborn ins niedersächsische Aerzen bis zu ihrer endgültigen Stilllegung (1994) die Lager Bahn als Teil der weiter westlich noch in Betrieb befindlichen Bahnstrecke Bielefeld–Hameln; längst sind die Gleise entfernt und die Trasse ist nun als Radweg angelegt – Lager Bahnweg.
Über den Berg und vorbei am Aussichtsturm führt zum Beispiel der 106 km lange Dingelstedtpfad und die 11 km lange Zwerg-Anton-Tour.